# César Bagard
 (janvier 2021).
La mise en forme du texte ne suit pas les recommandations de Wikipédia : il faut le « wikifier ».
Les points d'amélioration suivants sont les cas les plus fréquents. Le détail des points à revoir est peut-être précisé sur la page de discussion.
- Les titres sont pré-formatés par le logiciel. Ils ne sont ni en capitales, ni en gras.
- Le texte ne doit pas être écrit en capitales (les noms de famille non plus), ni en gras, ni en italique, ni en « petit »…
- Le gras n'est utilisé que pour surligner le titre de l'article dans l'introduction, une seule fois.
- L'italique est rarement utilisé : mots en langue étrangère, titres d'œuvres, noms de bateaux, etc.
- Les citations ne sont pas en italique mais en corps de texte normal. Elles sont entourées par des guillemets français : « et ».
- Les listes à puces sont à éviter, des paragraphes rédigés étant largement préférés. Les tableaux sont à réserver à la présentation de données structurées (résultats, etc.).
- Les appels de note de bas de page (petits chiffres en exposant, introduits par l'outil «  Source ») sont à placer entre la fin de phrase et le point final[comme ça].
- Les liens internes (vers d'autres articles de Wikipédia) sont à choisir avec parcimonie. Créez des liens vers des articles approfondissant le sujet. Les termes génériques sans rapport avec le sujet sont à éviter, ainsi que les répétitions de liens vers un même terme.
- Les liens externes sont à placer uniquement dans une section « Liens externes », à la fin de l'article. Ces liens sont à choisir avec parcimonie suivant les règles définies. Si un lien sert de source à l'article, son insertion dans le texte est à faire par les notes de bas de page.
- La présentation des références doit suivre les conventions bibliographiques. Il est recommandé d'utiliser les modèles {{Ouvrage}}, {{Chapitre}}, {{Article}}, {{Lien web}} et/ou {{Bibliographie}}. Le mode d'édition visuel peut mettre en forme automatiquement les références.
- Insérer une infobox (cadre d'informations à droite) n'est pas obligatoire pour parachever la mise en page.

Pour une aide détaillée, merci de consulter Aide:Wikification.
Si vous pensez que ces points ont été résolus, vous pouvez retirer ce bandeau et améliorer la mise en forme d'un autre article.
César Bagard,  dit le Grand César, baptisé le 27 avril 1620 à Nancy, bien que d'autres documents aient, par le passé, mentionné la date de 1639, et mort dans la même ville le 10 mars 1707, est un sculpteur actif en Lorraine au XVIIe siècle.

## Biographie
Le Grove Art Online indique que « César Bagard est un sculpteur français. Fils du sculpteur lorrain Nicolas Bagard (début du XVIIe siècle) et fait son apprentissage chez le peintre Jean Gérard en 1633. Il a ensuite été l'élève du sculpteur Nicolas Jacquin (?1625-?1695), qui l'a probablement emmené à Paris vers 1659. Les premiers travaux de Bagard semblent avoir été entrepris en collaboration avec le peintre Claude Deruet, qu'il assiste pour les décorations du palais ducal de Nancy et pour les décorations éphémères des entrées solennelles dans la ville dans les années 1655 à 1658. Ses seules œuvres enregistrées datant de son séjour à Paris sont des statues éphémères d'Hercule et de Minerve destinées à décorer la Porte Saint-Antoine lors des célébrations du mariage de Louis XIV en 1660. Le document (1669) confirmant la nomination de Bagard comme Sculpteur Ordinaire du duc Charles IV de Lorraine mentionne qu'il avait étudié à l'étranger, et d'après les preuves stylistiques de ses quelques œuvres survivantes, il est possible qu'il ait été en Italie. Son œuvre se compose principalement de statues religieuses et allégoriques grandeur nature, puissamment sculptées dans une interprétation sobre des modèles baroques italiens. ».

## Œuvres
- La Vierge des Carmes, vers 1669, pierre, Cathédrale Notre-Dame de l'Annonciation, Nancy ;
- Saint Pierre, 2e moitié du XVIIe siècle, pierre, Palais des ducs de Lorraine-Musée lorrain, Nancy ;
- Ange tenant un philactère, 2e moitié du XVIIe siècle, pierre, Palais des ducs de Lorraine-Musée lorrain, Nancy ;
- Statues du monument funéraire de Jean des Porcelets de Maillane, 1679-1680, pierre, Palais des ducs de Lorraine-Musée lorrain, Nancy  :
  - L'Espérance
  - Ange tenant le médaillon au profil de Jean des Porcelets de Maillane
  - La Foi

- Façade de l'église de la chartreuse de Bosserville, 1692, pierre, Chartreuse de Bosserville : 
  - Saint Jean-Baptiste
  - Saint Bruno
  - Saint Pierre[4].
  - Saint Paul[4].
  - L'Immaculée Conception